# Joseph-Louis Sanciaume
Joseph-Louis Sanciaume, né le 16 novembre 1905 à Clermont-Ferrand et mort dans cette même ville le 1er juin 1976, est un auteur français de roman policier, de roman d'amour, de roman d’aventures, de roman d’espionnage et de littérature d’enfance et de jeunesse.

## Biographie
Il amorce sa prolifique carrière littéraire en 1928 par la publication du roman L’Idole de chair aux éditions de Paris.  L'année suivante, pour les mêmes éditions, il signe Insurgé mexicaine, un roman d'aventures. Dès 1933, il se lance dans le roman policier avec L’Assassin mystérieux, publié à Bruxelles. Il alimente ensuite plusieurs collections policières, et devient notamment, avant la Deuxième Guerre mondiale, l’un des piliers de la collection À ne pas lire la nuit des Éditions de France. Après la guerre plusieurs de ses titres sont réédités dans la collection La Cagoule des Éditions La Bruyère, mêlés à de tout nouveaux romans policiers qu’ils signent parfois J. de Revel et, pour l’éditeur lyonnais Jacquier, Allan H. Murk. Son dernier roman policier, Meurtre à la préfecture, un récit aux nombreux rebondissements, mâtiné d'un lourd sentimentalisme, est paru en 1951 dans la collection Le Masque.
Après la guerre, Sanciaume produit une demi-douzaine de romans d’amour pour le compte des Éditions des Remparts de Lyon. Il donne aussi la série d'espionnage de l’inspecteur Vitos par Yves Sinclair, un nom collectif sous lequel il collabore avec les auteurs de littérature populaire Moliterni, Jean-Claude Boyer, Jean-Pierre Bernier et Gil Kervel et dont il sert pour signer des pièces radiophoniques. Il utilise aussi le pseudonyme de Louis Caillet pour des adaptations radiophoniques de ses propres romans.
En littérature d’enfance et de jeunesse, sa contribution est plus modeste. Avant la guerre paraissent deux titres dans la Bibliothèque Jaune chez Dupuis et, après la guerre, deux autres textes, dont l’un signé du pseudonyme de René d’Ailly.

## Œuvre

### Romans
- L’Idole de chair, Paris, Éditions de Paris, 1928 ; réédition, Paris, Raoul Saillard, 1936
- Insurgé mexicaine, Paris, Éditions de Paris, 1929
- Voluptés viennoises, Paris, Raoul Saillard, 1935
- Retour par Dunkerque, Toulouse, Éditions Chantal, coll. Le Roman du jour, 1941 (en collaboration avec Julien Sanciaume)

### Romans policiers

#### Signés Joseph-Louis Sanciaume
- L’Assassin mystérieux, Bruxelles, Éditions Étoile Rouge, coll. Mystère, 1933 ; réédition, Paris, La Bruyère, coll. La Cagoule no 75, 1950
- L’Astre pourpre, Paris, Baudinière, coll. Sur la piste, 1934
- Le Mystère des Serpentes, Paris, Éditions de France, coll. À ne pas lire la nuit no 53, 1934 ; réédition, Paris, La Bruyère, coll. La Cagoule no 17, 1946
- Fortune maudite, Paris, Baudinière, coll. Sur la piste, 1935
- L’Agence Graphira, Paris, Éditions de France, coll. À ne pas lire la nuit no 57, 1935 ; réédition, Paris, La Bruyère, coll. La Cagoule no 10, 1945
- Les Morts des Roches-Rouges, Paris, Éditions de France, coll. À ne pas lire la nuit no 70, 1935 ; rééditions sous le titre Le Mystère des Roches-Rouges, Paris, La Bruyère, coll. La Cagoule no 20, 1946
- La Rose de fer, Paris, Baudinière, coll. Sur la piste, 1936
- L’Indéchiffrable Énigme, Paris, Éditions de France, coll. À ne pas lire la nuit no 74, 1936
- L’Étreinte de la peur, Paris, Éditions de France, coll. À ne pas lire la nuit no 82, 1936 ; réédition, Paris, La Bruyère, coll. La Cagoule no 15, 1946 ; réédition signée J. de Revel, Lyon, Éditions de Puits-Pelu, coll. Le Glaive no 97, 1954
- Le Spectre des sables, Paris, Éditions de France, coll. À ne pas lire la nuit no 90, 1936 ; réédition, Paris, La Bruyère, coll. La Cagoule no 13, 1945 ; réédition signée J. de Revel, Lyon, Éditions de Puits-Pelu, coll. Le Glaive no 132, 1957
- Un étrange crime, Paris, Éditions de France, coll. À ne pas lire la nuit no 93, 1936 ; réédition, Paris, La Bruyère, coll. La Cagoule no 23, 1946
- Le Spectre bleu, Paris, Baudinière, coll. Sur la piste, 1937
- La Preuve sanglante, Paris, Éditions de France, coll. À ne pas lire la nuit no 126, 1939 ; réédition, Paris, La Bruyère, coll. La Cagoule no 18, 1946
- L’Homme de Hyde Park, Lyon, Société anonyme générale d’édition, coll. Qui ? no 1, 1942 ; réédition aux mêmes éditions en 1949
- Le Mort de l’impasse, Toulouse, Éditions Chantal, coll. Les Trois A - Série Police, 1942 ; réédition, Paris, La Bruyère, coll. La Cagoule no 8, 1945 ; réédition signée J. de Revel, Lyon, Éditions de Puits-Pelu, coll. Le Glaive no 100, 1955
- L’Énigme du boxing club, Toulouse, Éditions Chantal, coll. Les Trois A - Série Police, 1942 ; réédition, Paris, Labruyère, coll. Sélect-Univers – Série Angoisse, 1952 ; réédition signée Allan H. Murk, Lyon, Éditions de Puits-Pelu, coll. Le Glaive no 68, 1952
- La Mort en canoë, Paris, La Bruyère, coll. La Cagoule no 3, 1944 ; réédition signée J. de Revel, Lyon, Éditions de Puits-Pelu, coll. Le Glaive no 89, 1954
- Le Domino rouge, Paris, La Bruyère, coll. La Cagoule no 6, 1944
- L’Homme de la nuit, Paris, La Bruyère, coll. La Cagoule no 7, 1944 ; réédition signée J. de Revel, Lyon, Éditions de Puits-Pelu, coll. Le Glaive no 138, 1958
- Les Trois Grenouilles, Paris, La Bruyère, coll. La Cagoule no 14, 1945 ; réédition signée J. de Revel, Lyon, Éditions de Puits-Pelu, coll. Le Glaive no 85, 1953
- Le Boomerang rouge, Paris, La Bruyère, coll. La Cagoule no 29, 1946
- Le Mort assassiné, Paris, La Bruyère, coll. La Cagoule no 39, 1947 ; réédition aux mêmes éditions, coll. La Cagoule no 53, 1949
- La Dame aux topazes, Paris, La Bruyère, coll. La Cagoule no 47, 1948
- Le Magicien, Paris, La Bruyère, coll. La Cagoule no 57, 1948 ; réédition signée J. de Revel, Lyon, Éditions de Puits-Pelu, coll. Le Glaive no 117, 1956
- Le Septième Jour, Paris, La Bruyère, coll. La Cagoule no 71, 1950 ; réédition signée Allan H. Murk, Lyon, Jacquier, coll. La Loupe no 89, 1959
- Le juge a des ennuis, Paris, Éditions du Globe, coll. noire franco-américaine no 4, 1950 ; réédition signée Allan H. Murk sous le titre Le Serpent naga, Lyon, Jacquier, coll. La Loupe no 62, 1957
- Mort aux tatoués, Paris, Éditions du Globe, coll. noire franco-américaine no 6, 1950 ;  réédition signée Allan H. Murk, Lyon, Jacquier, coll. La Loupe no 69, 1958
- Trois mortes au crépuscule, Paris, La Bruyère, coll. La Cagoule no 82, 1951
- Dans de beaux draps, Paris, Éditions du Globe, coll. noire franco-américaine no 15, 1951
- Sinistre Turbin, Paris, Éditions du Globe, coll. noire franco-américaine no 2 2e série, 1952
- Meurtre à la préfecture, Paris, Librairie des Champs-Élysées, Le Masque no 577, 1957

#### Signés J. de Revel
- Le Mystère de la chambre 14, Paris, La Bruyère, coll. La Cagoule no 11, 1945
- L’Erreur tragique, Paris, La Bruyère, coll. La Cagoule no 12, 1945
- Le Secret des momies, Paris, La Bruyère, coll. La Cagoule no 19, 1946
- La Conspiration des 7, Paris, La Bruyère, coll. La Cagoule no 36, 1947
- Tous dans le bain, Paris, Éditions du Globe, coll. noire franco-américaine no 11, 1951

#### Signés Allan H. Murk
- Chasse à l’homme, Lyon, Jacquier, coll. La Loupe no 85, 1959
- Sinistre Besogne, Lyon, Jacquier, coll. La Loupe no 92, 1960

### Romans d’espionnage

#### SérieInspecteur Vitossignée Yves Sinclair
- Vitos attaque en Irak, Paris, Éditions de l’Arabesque, coll. Espionnage no 194, 1945
- Vitos se méfie, Paris, Éditions de l’Arabesque, coll. Espionnage no 198, 1945
- Vitos à la parade, Paris, Éditions de l’Arabesque, coll. Espionnage no 202, 1945
- Vitos entre dans la danse, Paris, Éditions de l’Arabesque, coll. Espionnage no 206, 1945
- Vitos et la blonde de Rio, Paris, Éditions de l’Arabesque, coll. Espionnage no 210, 1945
- Vitos en colère, Paris, Éditions de l’Arabesque, coll. Espionnage no 214, 1945
- Vitos a des idées noires, Paris, Éditions de l’Arabesque, coll. Espionnage no 218, 1945
- Vitos rit jaune, Paris, Éditions de l’Arabesque, coll. Espionnage no 222, 1945
- Vitos met ses petits souliers, Paris, Éditions de l’Arabesque, coll. Espionnage no 226, 1945
- Vitos ne reçoit plus, Paris, Éditions de l’Arabesque, coll. Espionnage no 230, 1945

#### Autres romans signés Joseph-Louis Sanciaume
- L’Étrange Croisière du « Devil », Toulouse, Éditions Chantal, Série Aventures, 1945 ; réédition signée Allan H. Murk, Lyon, Jacquier, coll. La Loupe  - Espionnage no 38, 1956
- Le Cyclone, Toulouse, Éditions Chantal, Série Aventures, 1945
- Maquis d’Auvergne, Paris, La Bruyère, 1945
- Crimes à Haïti, Lyon, Jacquier, coll. La Loupe - Espionnage no 5, 1953

#### Autre roman signé Allan H. Murk
- Affolant Week-end, Lyon, Jacquier, coll. La Loupe - Espionnage no 84, 1960

### Romans d’amour
- La Fugitive, Toulouse, Éditions de Chantal, coll. Le Roman de Madame, 1944
- La Route dangereuse, Lyon, Éditions des Remparts, coll. Mirabelle no 44, 1956
- L’Appel dans la nuit, Lyon, Éditions des Remparts, coll. Mirabelle no 53, 1957
- Reine des îles, Lyon, Éditions des Remparts, coll. Mirabelle no 65, 1958
- La Grotte bleue, Lyon, Éditions des Remparts, coll. Mirabelle no 74, 1959
- Le Lac aux turquoises, Lyon, Éditions des Remparts, coll. Mirabelle no 92, 1960
- La Vallée des Herpierre, Lyon, Éditions des Remparts, coll. Mirabelle no 188, 1965

### Littérature d’enfance et de jeunesse

#### Signée Jean-Louis Sanciaume
- L’Ombre dans les flammes, Paris, Dupuis, coll. Bibliothèque jaune no 28, 1938
- La Mort aux mains blanches, Paris, Dupuis, coll. Bibliothèque jaune no 46, 1938 ; réédition signée J. de Revel, Lyon, Éditions de Puits-Pelu, coll. Le Glaive no 72, 1952
- L’Étrange Aventure d’Étienne, Toulouse, Éditions du Clocher, coll. Pour la jeunesse no 18, 1940

#### Signée René d’Ailly
- L’Aventure mexicaine, Albi, Éditions méridionales, Collection de la jeunesse – Série rouge no 6, 1944

## Prix et distinctions
- Grand Prix du Roman d’Action 1947 pour La Dame aux topazes

## Adaptation cinématographique
- 1947 : L’Homme de la nuit, film français de René Jayet, d’après le roman homonyme, avec Albert Préjean, Junie Astor, Francine Bessy et Fernand Fabre.